# Ruồi
Ruồi là côn trùng thuộc bộ Diptera (theo tiếng Hy Lạp di có nghĩa là "hai" và pteron là "cánh"), chúng có một cặp cánh đơn trên đốt ngực giữa và một cặp bộ phận thăng bằng ở cánh sau, trên đốt ngực cuối. Một số con ruồi không có cánh như trong họ Hippoboscoidea.
Nằm trong một bộ lớn, tổng số hơn 240.000 loài gồm muỗi, ruồi nhuế và các loài khác, mặc dù chỉ dưới ½ đã được nghiên cứu. Đó là một bộ chính xét về lĩnh vực sinh thái lẫn tầm quan trọng đối với con người (về y học và kinh tế). Bọ hai cánh, xét riêng loài muỗi (Culicidae), là một nguồn truyền bệnh chủ yếu bệnh sốt rét, sốt xuất huyết, virus sông Nil, sốt vàng da và một số bệnh lây truyền nhiễm khác.

## Sinh thái học
| Các bộ phận của ruồi |

Bộ côn trùng hai cánh rất đa dạng về mặt sinh thái học. Ruồi sống ký sinh, bao gồm nội ký sinh như loài bot fly và ngoại ký sinh như muỗi, ruồi đen, ruồi cát hoặc rận mu. Rất nhiều loài ruồi ăn xác những sinh vật chết.
Một số loài hút máu để sinh tồn như muỗi hoặc horse fly. Cũng có những loài ruồi giúp cho công việc thụ phấn của thực vật dễ dàng hơn, chúng là những loài ăn phấn hoa hoặc mật.
Vòng đời của ruồi bao gồm: trứng, ấu trùng (còn gọi là giòi), nhộng và trưởng thành (có cánh). Thức ăn cho những con ấu trùng khác với khi chúng trưởng thành. Ví dụ như ấu trùng muỗi sống trong nước và ăn các mảnh vụn trong khi muỗi đực trưởng thành ăn mật hoa và muỗi cái hút máu.
Loài ruồi phụ thuộc nhiều vào thị lực để sinh tồn. Chúng có mắt kép bao gồm hàng ngàn thấu kính rất nhạy cảm với chuyển động. Một vài loài ruồi nhìn được hình ảnh 3D rõ nét. Một vài loài khác như Ormia ochracea có cơ quan thính giác tiến hóa.
Ruồi ăn tất cả các loại thức ăn như thực phẩm và chất thải của người, động vật, đặc biệt là các chất thải có mang mầm bệnh truyền nhiễm như đờm, dãi, chất nôn, phân, máu, tổ chức hoại tử... Cấu tạo mồm ruồi thích nghi với liếm hút thức ăn, mồm ruồi có cấu tạo như đế giày, chúng vừa liếm, vừa hút thức ăn dạng lỏng. Ruồi vừa ăn, vừa nôn, vừa thải ra thức ăn và trong chất nôn/phân có thể chứa nhiều mầm bệnh, đó là chưa kể những mầm bệnh bám trên cơ thể ruồi mà chúng vận chuyển từ chỗ này sang chỗ khác, chúng được gọi là môi giới truyền bệnh.

## Giòi
Giòi là phần đầu cuộc sống của ruồi, cũng gọi là ấu trùng. Một số loài giòi tìm thấy trên các xác chết rất hữu ích cho các nhân viên pháp lý. Dựa vào quá trình phát triển của giòi, người ta có thể xác định được thời điểm và địa điểm chết. Kích cỡ của một con giòi ruồi là 10–20 mm. Với nhiệt độ cao của mùa hè, loài ruồi có vòng đời từ 12-14 ngày.
Giòi được nhân giống với mục đích thương mại, dùng làm mồi câu cá, thức ăn cho các động vật nuôi ăn thịt như bò sát và chim chóc, hoặc cũng có những loài giòi có ích quen thuộc như ong ruồi. Vì tính phổ biến của giòi ngày càng tăng người ta đã cho lắp đặt các máy bán hàng tự động ở thành phố Northampton của Anh.
Phần lớn nhiều loài giòi gây thiệt hại về mùa màng, đặc biệt là cho súc vật bởi đời sống ký sinh của nó nhưng cũng còn được dùng trong việc chế thuốc, sản xuất thực phẩm đặc biệt là phô mai.
Loài giòi lạ nhất từ xưa tới nay là loài có đuôi chuột. Nó có thể sống lâu trong môi trường ô nhiễm. Cơ thể nó có một chiếc ống dài nổi lên mặt nước để thở.

## Bay
Tất cả các loài ruồi chỉ có duy nhất một cặp cánh để bay. Cánh sau của chúng rất nhỏ, dùng để giữ thăng bằng khi bay. Nhiều loại ruồi đập cánh rất nhanh. Ruồi nhà đập cánh 200 lần/s, muỗi khoảng 600 lần/s và các loài muỗi vằn càng nhỏ thì có tốc độ đập cánh càng cao, nhất là khoảng 1000 lần/s.

## Phân loại
- -     - Họ Limnorhyphidae
    - Họ Hennigmatidae
- Phân bộ Nematocera (77 họ, trong đó 35 họ đã tuyệt chủng).
- Phân bộ Brachycera (141 họ, trong đó 8 họ đã tuyệt chủng).
  - Cận bộ Tabanomorpha.
  - Cận bộ Asilomorpha.
  - Cận bộ Muscomorpha.

## Hình ảnh

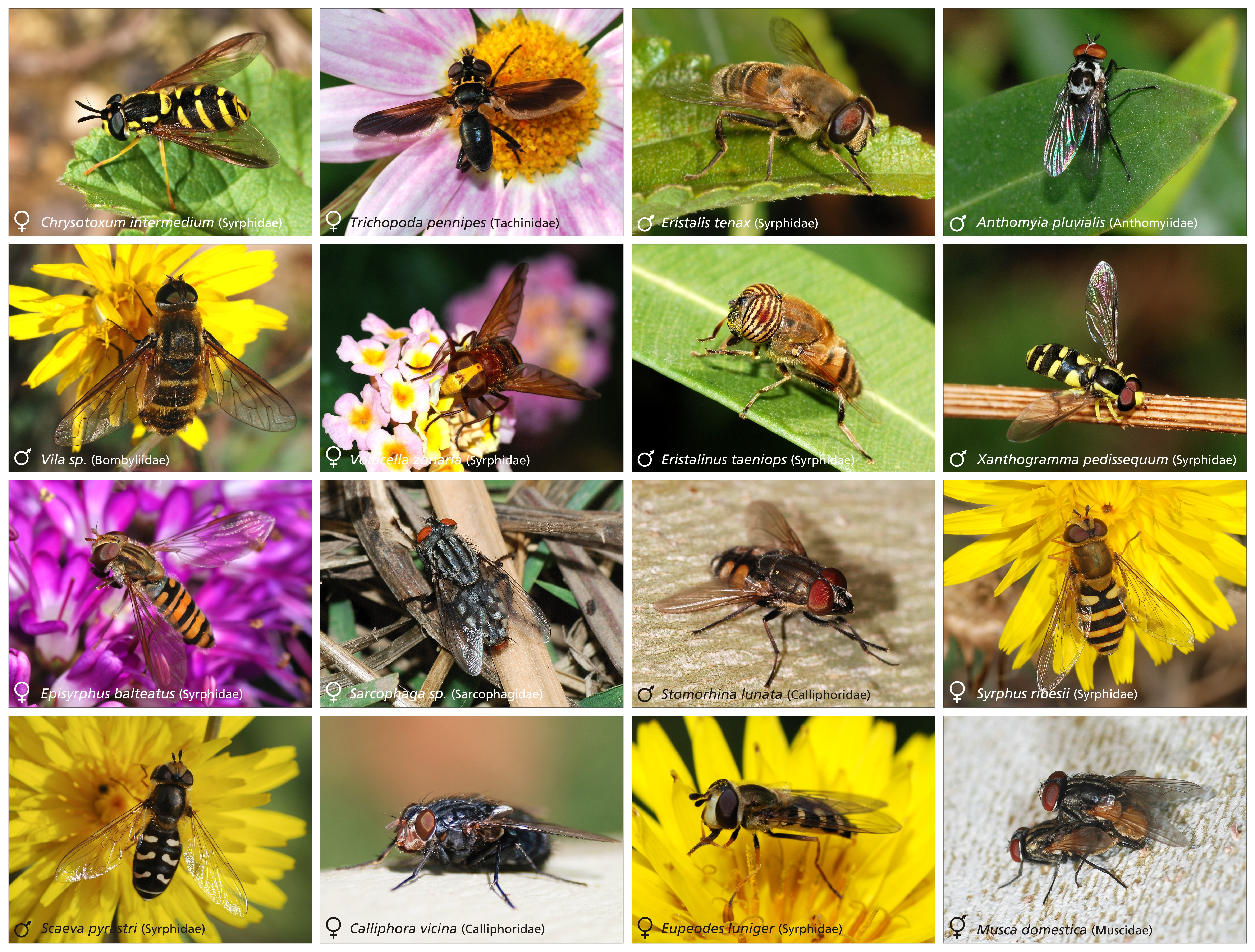
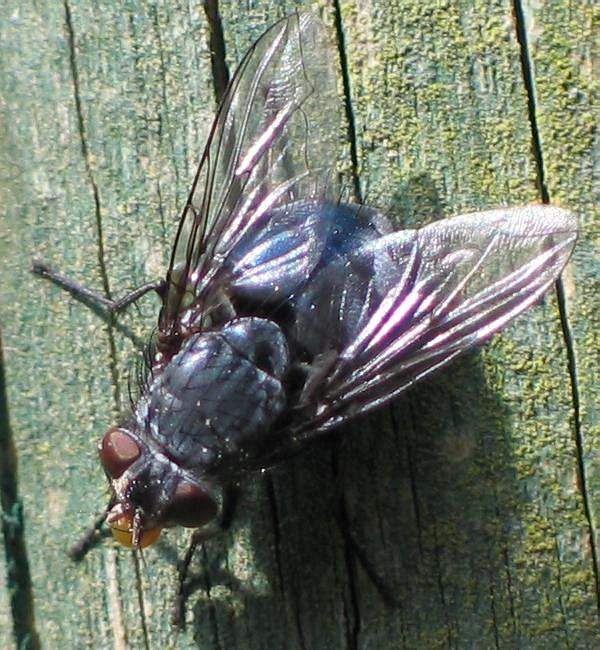
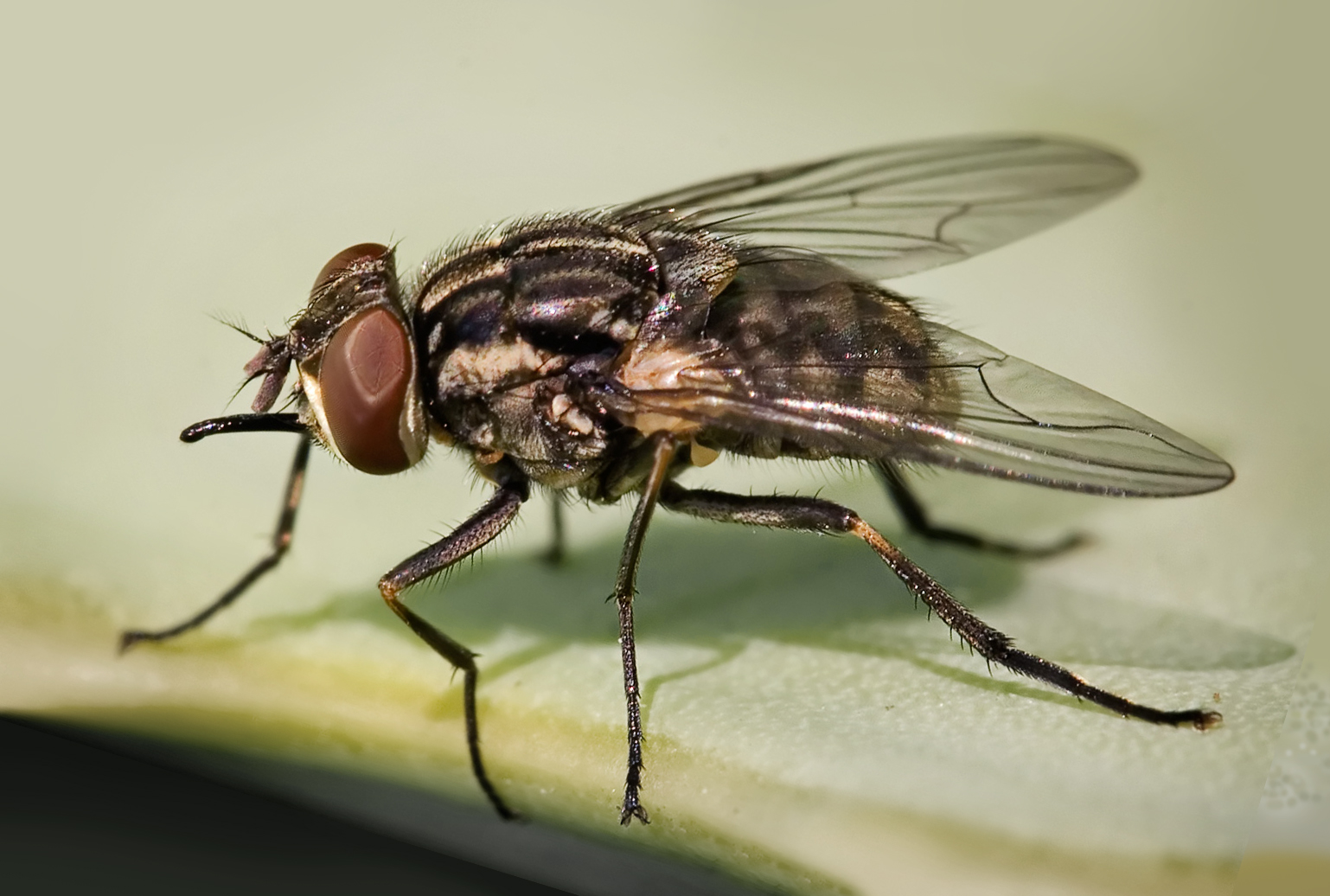
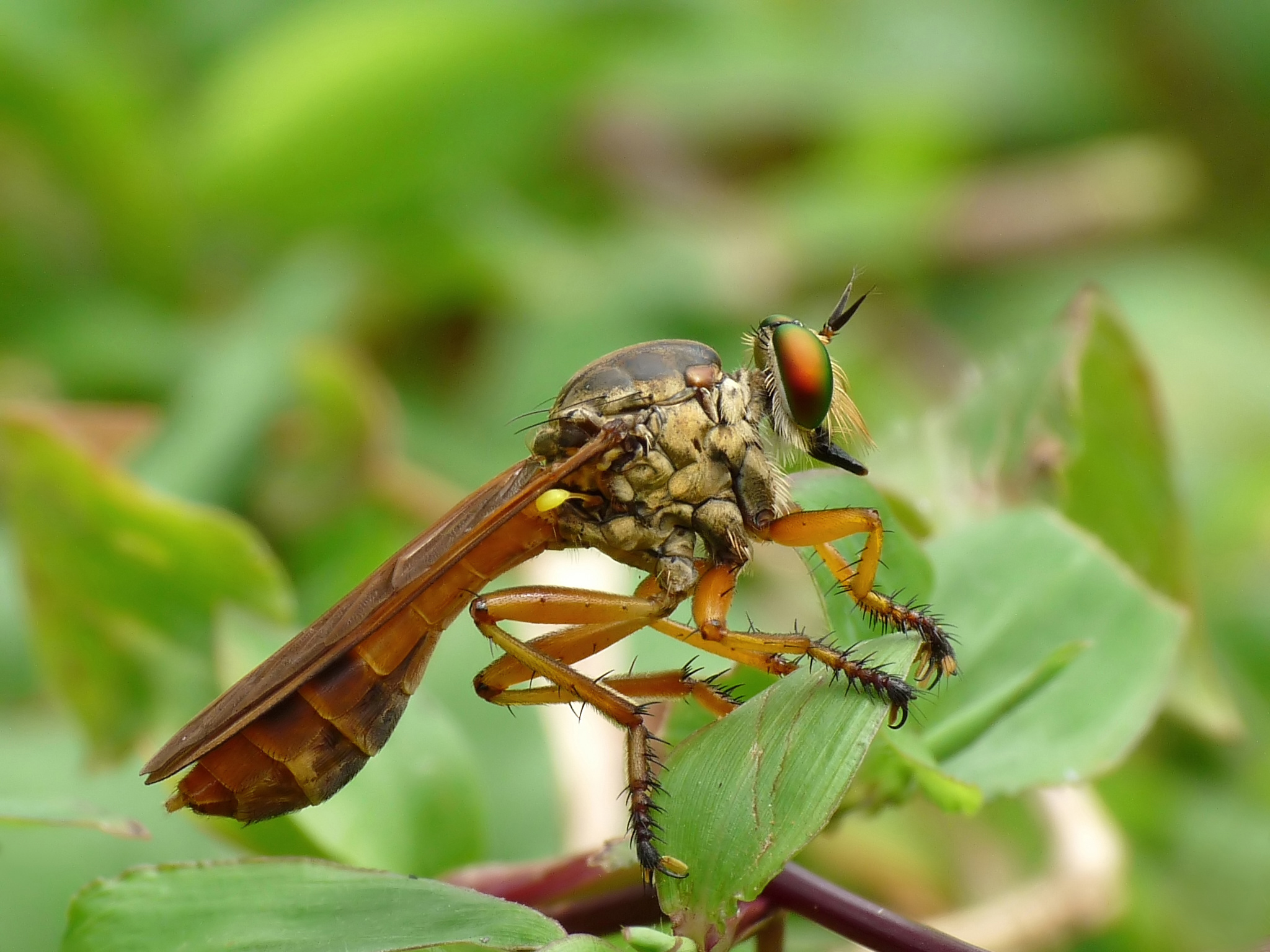